# Lista Otto
Lista Otto este numele dat documentului de 12 pagini intitulat „Cărți retrase din vânzare de către editori sau interzis de către autoritățile germane”, publicat la 28 septembrie 1940, care enumeră cărți interzise în timpul ocupării Franței de Germania Nazistă.

## Cele trei liste Otto
Prima listă Otto, numită astfel cu referire la ambasadorul german la Paris, Otto Abetz, reia principiul primei liste de cărți interzise de către autoritățile germane, lista Bernhard, care a cenzurat 143 livres politice. Dar în timp ce aceasta din urmă, pusă în aplicare în Paris, la sfârșitul lunii august 1940, a fost elaborată la Berlin, lista Otto, difuzată de Propagandaabteilung și Propagandastaffel, este stabilită în colaborare cu  Sindicatul francez al editorilor și cu editurile. Nimeni altul decât Henri Filipacchi, șef al departamentului Librăriile Hachette este cel care a scris versiunea originală, după consultarea editorilor.
Prima listă Otto publicată în septembrie 1940 conține 1.060 titres, printre care Mein Kampf și eseuri criticând Germania sau rasismul, precum cele ale generalului Mordacq, ale lui Edmond Vermeil, ale lui Pierre Chaillet , sau ale lui Hermann Rauschning, precum și texte de autori evrei comuniști sau adversari ai nazismului ca Heinrich Heine, Thomas Mann, Stefan Zweig, Max Jacob, Joseph Kessel, Sigmund Freud, Carl Gustav Jung, Julien Benda, Léon Blum, Karl Marx, Leon Troțki, Louis Aragon etc.
După ruptura pactului germano-sovietic în iunie 1941, alte lucrări marxiste sunt adăugate la listă. În iulie 1941, a fost rândul cărților de autori britanici și americani să figureze aici.

### Aplicarea listei
Lista Otto trebuia să fie aplicată în toate librăriile, editurile și bibliotecile din zona ocupată. Încă de la publicarea ei, operațiunile de poliție au dus la confiscarea a 713 382 cărți. Acestea sunt stocate într-un depozit de pe Avenue de la Grande Armée în Paris, înainte de a fi distruse.
În chiar ziua publicării listei, autoritățile germane vor semna cu Sindicatul Editorilor „convenția de cenzură” privind lucrările noi, care definește noile norme de cenzură. Respectarea acestei „convenții” permite editurilor franceze continuarea activității în schimbul aplicării interdicției de difuzare a cărților din listă.
Lista Otto va deveni efectivă câteva luni mai târziu și în zona liberă, la inițiativa regimului de la Vichy. În școli și în biblioteci, prefecții și primarii răspund de punerea în aplicare a listei sub autoritatea ministrului Educației Naționale și a directorului pentru Învățământului Superior.

### Versiunile următoare
O a doua listă Otto de cincisprezece pagini apare în 8 iulie 1942. Ea include 1170 titluri interzise : lucrări considerate anti-germane, opere ale unor scriitori evrei sau consacrate evreilor, cărți comuniste, traduceri din autori englezi sau polonezi. 
O a treia ediție a listei de „opere literare franceze nedorite” va fi lansată pe 10 mai 1943, completată la anexă cu o listă de 739 „scriitori evrei de limba franceză”.

## Listele
Liste Otto. Ouvrages retirés de la vente par les éditeurs ou interdits par les autorités allemandes. Paris, Messageries Hachette, 1940 